# Donald Miranda
Donald Miranda (Torino, 19 ottobre 1972) è un tuffatore allenatore di tuffi italiano.

## Carriera
Ha rappresentato l'Italia ai Giochi olimpici di Sydney 2000 dove ha gareggiato nel trampolino 3m individuale e sincro. Nel concorso individuale ha superato il turno preliminare con un diciottesimo posto. L'eliminazione è maturata in semifinale dove ha concluso la gara al sedicesimo posto alle spalle dell'australiano Robert Newbery. In coppia con il compagno di squadra Nicola Marconi ha chiuso all'ottavo posto.
Dopo il ritiro dall'attività agonistica è divenuto allenatore di tuffi. Ha allenato la Spagna, tra cui gli atleti Adrian Abadia e Nicolas Garcia Boissier.

## Palmarès
- Europei di nuoto

Siviglia 1997: bronzo nel sincro 3 m.
Istanbul 1999: oro nel sincro 3 m.